# 讨赖河

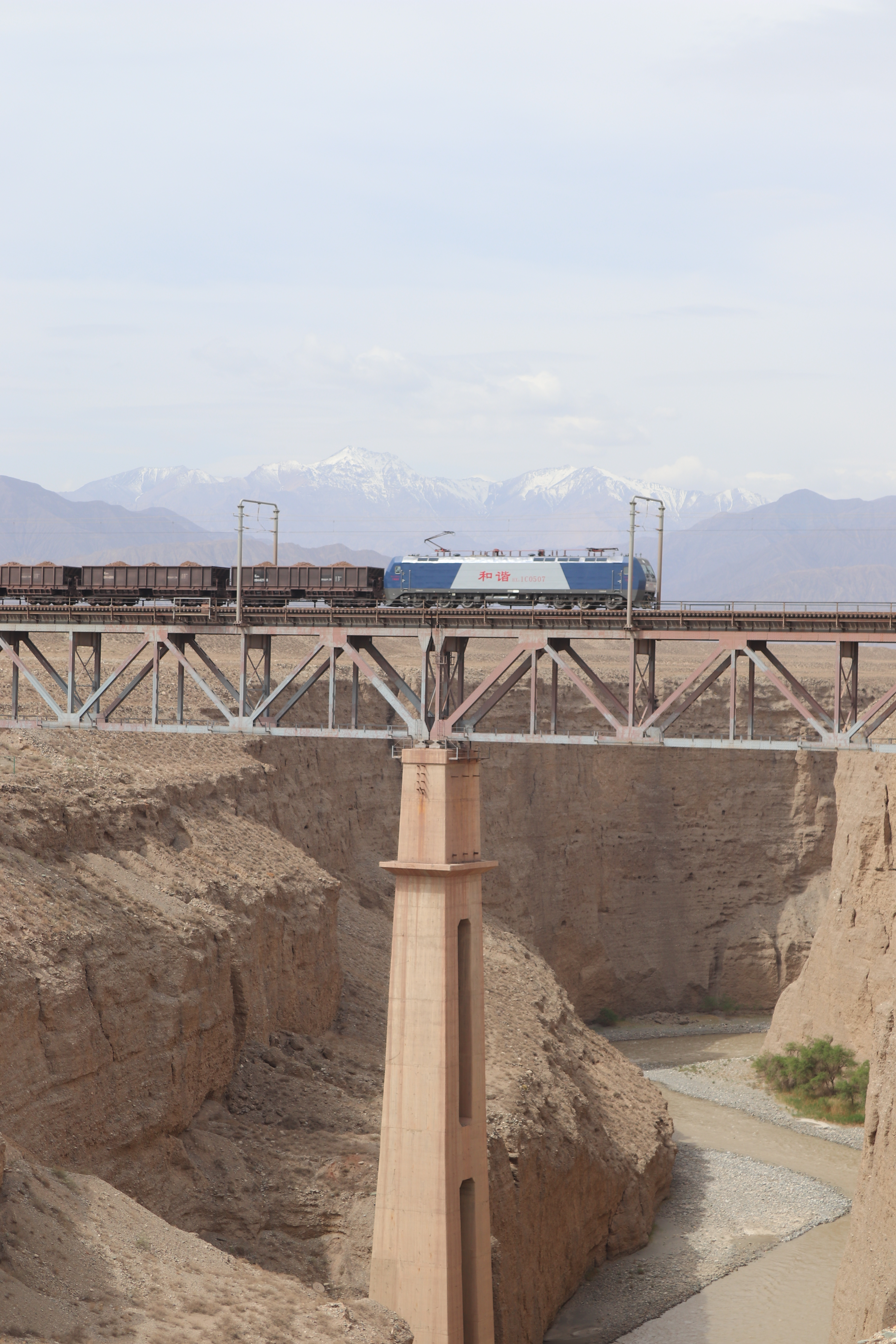
嘉峪关嘉镜铁路北大河大桥

讨赖河，也称北大河，位于中国西北地区的一条河流，属于黑河水系西侧最大支流。上游也称托勒河，发源于青海省海北藏族自治州祁连县西部托勒山与托勒南山之间的纳尕尔当高山草甸，由东南向西北流，经央隆乡，过段家土曲后进入甘肃省张掖市肃南裕固族自治县境内，过祁丰藏族乡白水河口子后逐渐转向北流，于冰沟口出山进入嘉峪关市，转为东北流，经嘉峪关市区南郊和酒泉市市区北部后注入鸳鸯池水库和金塔县解放村水库，之后向北流经金塔县城和东坝镇，于大庄子镇折向东北流，最后于航天镇营盘村汇入黑河干流。全长373千米，出山口以上河长195千米，集水面积6883平方千米，年均径流量6.24亿立方米。